# Sainte-Hélène (Lozère)
Sainte-Hélène is een gemeente in het Franse departement Lozère (regio Occitanie) en telt 70 inwoners (2009). De plaats maakt deel uit van het arrondissement Mende.

## Geografie
De oppervlakte van Sainte-Hélène bedraagt 6,7 km², de bevolkingsdichtheid is dus 10,4 inwoners per km².
De onderstaande kaart toont de ligging van Sainte-Hélène (Lozère) met de belangrijkste infrastructuur en aangrenzende gemeenten.

## Demografie
Onderstaande figuur toont het verloop van het inwonertal (bron: INSEE-tellingen).

1. ↑  Populations de référence 2022.